# ویندل میدلبروکز
ویندل میدلبروکز (انگلیسی: Windell Middlebrooks; ۸ ژانویهٔ ۱۹۷۹ – ۹ مارس ۲۰۱۵) هنرپیشه اهل ایالات متحده آمریکا بود. وی بین سال‌های ۲۰۰۵ تا ۲۰۱۵ میلادی فعالیت می‌کرد.